# Onosma cassium
Onosma cassium är en strävbladig växtart som beskrevs av Pierre Edmond Boissier. Onosma cassium ingår i släktet Onosma och familjen strävbladiga växter. Inga underarter finns listade i Catalogue of Life.